# Hysteropterum phaeophleps
Hysteropterum phaeophleps är en insektsart som beskrevs av Franz Xaver Fieber 1877. Hysteropterum phaeophleps ingår i släktet Hysteropterum och familjen sköldstritar.
Artens utbredningsområde är Spanien. Inga underarter finns listade i Catalogue of Life.